# Осрайге
Осрайге или Оссори (ирл. Osraige; англ. Ossory) — королевство, существовавшее в Раннем Средневековье в Ирландии. Время существования королевства — ок. 150—1176 годы. 

## Территория
Королевство граничило с большими и сильными королевствами Ирландии Лейнстер и Мунстер, располагаясь между ними. Осрайге занимало плодородные земли вокруг реки Нор, на территории практически всего современного графства Килкенни и западной части графства Лиишь.
Южная граница королевства проходила по рекам Шур (ирл. — Suir) и Барроу (анг. — Barrow), хотя изначально она достигала моря и влияло на королевство скандинавских викингов Уотерфорд. На севере оно достигало гор Слов Блум (ирл. — Slieve Bloom) и реки Шаннон (ирл. — Shannon), но затем королевство уменьшилось в размерах.

Герб современного графства Килкенни, территория которого была центром королевства Осрайге

Королевство Осрайге граничило с землями королевств и кланов: Эле (ирл. Ele), Уи Дуах (ирл. Ui Duach), Лойгис (ирл. Loigis), Уи Дрона (ирл. Ui Drona), Уи Хеннселайг (ирл. Uí Cheinnselaig), Деси Мувайн (ирл. Desi Mumhain), Кашелских Эоганахтов (ирл. Eóganachta Caisel).
Столицей Осрайге был Килкенни. Королевство было завоевано Англией и прекратило своё существование в 1176 году.

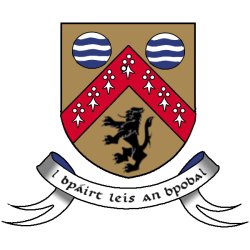
Герб современного графства Лиишь, территория которого входила в состав королевства Осрайге

## Происхождение названия
Название Osraige означает "люди оленя", и по традиции происходит от имени правящей некогда племенной династии, основанной полулегендарным дохристианским основателем Osrithe (см.: https://en.wikipedia.org/wiki/Osraige#Origins_and_prehistory Архивная копия от 20 декабря 2016 на Wayback Machine).
Название королевства — Осрайге — произошло от племени Усдайе (ирл. — Usdaie), которое, согласно Птолемею, проживало на этой территории. Другие племена, упоминающиеся на этих землях — бриганты и каука. Сами же жители Осрайге утверждали, что они происходят от племени Эрайнн.
Современные графства Килкенни и Лиишь — это ядро земель бывшего королевства Осрайге.

## История
Первоначально Осрайге имело полунезависимый статус в королевстве Мунстер. В правление короля Кербалла мак Дунлайнге (842—888) влияние и престиж королевства Осрайге возрос. Он одержал ряд побед над викингами и заставил верховного короля Ирландии Маэлсехнайлла мак Маэла Руанайда окончательно признать независимость Осрайге от Мунстера в 859 году.
В конце X века правившие Осрайге короли, потомки Кербалла мак Дунлайнге, приняли фамилию Мак Гиолла Патрайг. В 1033 году король Осрайге Доннхад мак Гилла Патрайг (1003—1039) захватил соседнее королевство Лейнстер, где правил до своей смерти в 1039 году. В середине XII века в Осрайге началась междоусобная борьба за власть, королевство распалось на враждующие части. Это произошло незадолго до нормандского вторжения в Ирландию, которое началось в 1169 году.
В первые годы завоевания англо-нормандские феодалы начали совершать разорительные походы на королевство Осрайге и окрестные земли. В 1171 году король Англии Генрих II Плантагенет с армией высадился в гавани Уотерфорда. На берегах р. Шур ему были представлены многие ирландские короли и племенные вожди, среди них был король Осрайге Домналл мак Гиолла Патрайг (1165—1176). После нормандского вторжения Ирландии прибыл Уильям Маршал прибыл в Осрайге (Оссори) и стал управлять обширными земельными владениями, которые он получил благодаря браку с Изабеллой де Клер, дочерью Ричарда Стронгбоу, графа Пембрука. Он начал строительство большого замка в крепости Килкенни. Уильям Маршал в значительной степени несет ответственность за принуждение рода Мак Гиолла Патрайга переселиться из своей южной ставки на р. Нор на север Осрайге, которая стала известна после этого как «Верхняя Оссори».
Позднее южные земли Оссори унаследовала семья Батлер, получив во владение город Килкенни и титул графов Оссори. Бриайн Мак Гиолла Патрайг (ок. 1485—1575) стал одним из первых представителей ирландской знати, который согласился признать верховную власть английской династии Тюдоров и был официально представлен в 1537 году королю Англии Генриху VIII. Род Мак Гиолла Патрайк стал именоваться на английский манер «Фитцпатрик». В 1541 году Бриайн получил от английского короля титул барона Верхней Оссори.
Позднее его потомки получили титул графов Верхней Оссори и баронов Кастлтаун. Бернард Фитцпатрик, последний барон Каслтаун, скончался в 1937 году.